# QuteCom
 (septembre 2016).
Améliorez-le ou discutez des points à vérifier. 
QuteCom (anciennement WengoPhone) est un logiciel libre sous licence GNU GPL de voix sur IP, il est disponible sous Windows, Linux et macOS.
Il permet de téléphoner gratuitement depuis son ordinateur à d'autres utilisateurs de logiciels de téléphonie conformes au standard SIP mais aussi à des téléphones conventionnels. Le tout en offrant le choix du vendeur de minutes d'appels téléphoniques contrairement aux logiciels propriétaires équivalents tels que Skype.
QuteCom est compatible avec de nombreux services de messagerie instantanée, comme Windows Live Messenger, Google Talk, Jabber, Yahoo! Messenger, AIM, iChat, grâce à la bibliothèque libpurple de Pidgin.

## Historique
OpenWengo était une communauté de développeurs mise en place et sponsorisée par la société Wengo, filiale de Neuf Télécom et de Cegetel. Elle avait pour but de développer un système open source et multiplateforme de communication vocale par Internet (VoIP).
Le projet a été renommé QuteCom à la suite de l'abandon du soutien de la firme Wengo.
Par OpenWengo, WengoPhone visait à proposer une alternative "ouverte" au système de son principal concurrent, Skype (propriétaire et fermé), ce qui permit une synergie avec les communautés de logiciel libre, ainsi que les éditeurs de logiciels propriétaires respectant les standards ouverts et les normes internationales.
L'objectif de la communauté OpenWengo est de constituer un noyau productif pour le développement des logiciels libres liés à la VoIP. Cette communauté est ouverte à toute personne désireuse de participer.
La première réalisation était donc WengoPhone, logiciel libre (sous licence GPL) multiplateforme (Windows, Linux, macOS) de téléphonie sur Internet et messagerie instantanée se reposant sur les protocoles standards ouverts SIP et RTP.
La première et principale implémentation du logiciel créé par OpenWengo était le WengoPhone Classic, un client VoIP utilisant SIP. D'autres projets de logiciels libres étaient en cours de développement, dont WengoPhone NG (pour Next Generation), qui est une version améliorée de WengoPhone Classic. Dans le passé, WengoPhone NG était connu sous la dénomination "Picard". Le support de la vidéo est implémenté.
Les interfaces de programmation libres phApi, oRTP, oSIP et eXosip sont utilisées.
Dans sa version 2, WengoPhone pouvait aussi servir de client de messagerie instantanée, grâce à la bibliothèque de Pidgin (libpurple), qui permet l'utilisation du protocole standard ouvert Jabber, mais aussi l'accès possible aux protocoles propriétaires comme Yahoo! Messenger, AIM/ICQ.
OpenWengo avait également mis au point une extension Firefox en XUL pour Windows, Mac OS X et Linux, elle est encore en développement.
La communauté OpenWengo utilisait le canal IRC #openwengo sur le réseau Freenode pour communiquer, ainsi que plusieurs mailing-listes.

## L'interface graphique
L'interface graphique est très semblable à celle de Skype. Depuis l'interface principale on peut accéder à travers divers onglets à la liste de ses contacts, la liste des appels effectuées mais aussi à son compte Wengo. Techniquement, elle est codée en Qt/C++.

## Appels
Les appels de PC à PC sont de qualités audio haute définitions et utilisent les codecs ILBC, AMR-WB, PCMA, PCMU, AMR et GSM.
Il est possible d'établir une conversation avec d'autres utilisateurs du même logiciel ou avec tout autre logiciel respectant le standard SIP tel que Linphone.
QuteCom permet aussi de faire de la visiophonie en utilisant le logiciel FFmpeg.
En ce qui concerne les appels vers les téléphones conventionnels, le serveur par défaut est celui de Wengo qui sponsorise le projet OpenWengo. Il est cependant possible d'en utiliser un autre tel que NetAppel. Ceci est un avantage économique pour les utilisateurs de QuteCom car ils peuvent choisir leur opérateur en fonction des tarifs qu'ils proposent et non en fonction du logiciel utilisé.

## Protocole
Le protocole utilisé est le standard ouvert SIP, très largement utilisé dans le monde de la VoIP.

## Les particularités
Les particularités de ce logiciel de téléphonie sont :
- conformité au standard ouvert SIP
- choix de l'opérateur
- envoi de SMS vers la France et l'international
- autodétection de configuration réseau (NAT et pare-feu)
- conversation texte, audio et video
- Logiciel multiplateforme sur GNU/Linux, macOS (y compris Snow Leopard) et Windows

## Limitations
Les principaux reproches faits au logiciel sont :
- pas de conférence possible à plus de deux personnes en conversation vocale
- nécessite un accès Internet haut-débit, n'est pas utilisable en bas débit (contrairement à Skype)
- avec le système d'exploitation Windows, il nécessite Windows XP ou 2000 et n'est pas utilisable avec les versions de Windows plus anciennes comme Windows 98 ou Millennium
- de même, de nombreux clients utilisateurs se plaignent des dysfonctionnements réguliers du service

La société gérant les comptes "bloque" les utilisateurs inactifs après une certaine période et il n'est pas facile de réactiver tous les services pour lesquels on avait payé